# فاطمه پهلوی
فاطمه پهلوی (۸ آبان ۱۳۰۷ – ۱۲ خرداد ۱۳۶۶) دهمین فرزند رضاشاه از همسر آخرش عصمت‌الملوک دولتشاهی بود.

## تحصیلات
او تحصیلات مقدماتی را در در سال ۱۳۱۸ و در مدرسه زرتشتیان تهران با نام دبیرستان انوشیروان دادگر آغاز و به صورت نیمه تمام رها کرد و سپس در بیروت، اروپا و آمریکا ادامه تحصیل داد.

## زندگی شخصی
پس از درگذشت رضاشاه، فاطمه ابتدا در مرداد ۱۳۲۷ با یک روزنامه‌نگار آمریکایی به نام «وینسنت لی هیلیِر» (Vincent Lee Hillyer) ازدواج کرد و از او صاحب یک دختر به نام رعنا و دو پسر به نامهای کیوان و داریوش پهلوی هیلیر شد. این ازدواج موجب اعتراضاتی در ایران گردید. چرا که ازدواج زن مسلمان با مرد غیر مسلمان ممنوع بوده و ازدواج زن ایرانی با تبعهٔ سایر کشورها نیاز به کسب اجازهٔ قبلی از دولت ایران داشت. نادیده گرفتن این دو مورد موجب شد تا فاطمه پهلوی از امتیازات خود محروم گردد. با وجود آن‌که هیلیر مسلمان گردید و نام خود را علی گذاشت.
از سوی دیگر دربار نیز نسبت به این ازدواج روی خوشی نشان نداد. چرا که فاطمه پهلوی جشن ازدواج خود با هیلیر را در پاریس و درست در روزی برگزار نمود که دربار ایران به مناسبت خاکسپاری رضاشاه عزای عمومی اعلام کرده بود. بر خلاف تمایل سپهبد رزم‌آرا که از مطبوعات خارجی می‌خواست که اخبار مربوط به تشییع جنازه و عزاداری برای رضاشاه را پوشش دهند، اخبار این ازدواج و همزمانی آن با عزاداری به صورت بسیار پر سر و صدا انعکاس یافت. انعکاس این اخبار مطبوعاتی در جریان ملی شدن صنعت نفت ایران صورت گرفت و موجب شد که موضع شاه تضعیف گردد. سرانجام دربار در سال ۱۳۳۲ به فاطمه پهلوی و علی هیلیر اجازه بازگشت به کشور را داد و در ۱۸ بهمن ۱۳۳۲ به ایران بازگشتند. علی‌رغم پیش‌بینی‌ها، آن دو مورد استقبال قرار گرفتند.
بعدها در مرداد ۱۳۳۸ فاطمه از هیلیر طلاق گرفت و در آبان همان سال با ارتشبد محمد خاتمی ازدواج نمود که ثمرهٔ آن یک دختر به نام پری و دو پسر به نامهای کامبیز و رامین خاتمی بود. محمد خاتمی در سال ۱۳۵۴ در حال کایت‌سواری در حوالی سد دز با کوه برخورد کرد و کشته شد.

## فعالیت‌ها

از راست امیر اسدالله علم، فاطمه پهلوی، ایندیرا گاندی و ارتشبد خاتمی (همسر فاطمه پهلوی)

فاطمه پهلوی از جمله اعضای خاندان پهلوی بود که به فعالیت‌های اقتصادی روی آورد. فاطمه پهلوی یکی از سهامداران اصلی «شرکت سی.آر.سی» بود که در سال ۱۳۴۳ باشگاه فرهنگی ورزشی پرسپولیس را راه‌اندازی نمود. اندکی پیش از انقلاب اسلامی، ساختمان بولینگ عبده آتش گرفت و حق بیمه آن به فاطمه پهلوی پرداخت گردید و او روانه خارج از کشور شد. بسیاری همچنان معتقدند که این آتش‌سوزی عمدی و توسط عوامل فاطمه پهلوی رخ داده است. خبرگزاری فارس به نقل از گزارشی که در کنگره آمریکا مطرح شده، ادعا دارد که وی دو میلیون دلار از کمک اقتصادی آمریکایی‌ها به ایران را به صورت بلاعوض دریافت نموده است. او تا پیش از انقلاب کاخ‌هایی در تهران و شمال کشور داشت.
فاطمه پهلوی گاه در سیاست و روابط خارجی با کشور چین نیز نقشی ایفا نموده است. او همچنین یکی از نخستین بانوان خلبان ایرانی است. مدتی را نیز از هیئت امنای دانشگاه اصفهان بود.

## درگذشت
فاطمه پس از انقلاب ۱۳۵۷ مدتی ساکن پاریس بود. او در سال ۱۳۶۶ در ۵۸ سالگی در لندن درگذشت.